# ثيلما كيني
ثيلما كيني (بالإنجليزية: Thelma Keane)‏ هي سيدة أعمال أمريكية، ولدت في 15 مارس 1926 في غمبيا في أستراليا، وتوفيت في 23 مايو 2008 في براديس فالي في الولايات المتحدة بسبب مرض آلزهايمر.